# Claude Fauriel
Claude Charles Fauriel (21. oktober 1772 i Saint-Étienne - 15. juli 1844 i Paris) var en fransk filolog og historiker. 
Denne ivrige og banebrydende forsker har øvet stor indflydelse på studiet af middelalderens åndsliv. Den største del af sit liv levede Fauriel kun for sine studier, når undtages nogle år af hans ungdom, da han, den idealistiske republikaner, der kun var lidet anlagt for praktisk politik, blev politiminister Fouchés sekretær, men allerede 1802 tog han sin afsked, frastødt både af sin chefs person og af alt det lave og uhyggelige, der var ved ledelsen af institutionen. Sin opfattelse har han lagt for dagen i nogle interessante erindringer, der først er udgivne (1886) af Ludovic Lalanne under titlen Les derniers jours du Consulat. 1823-26 opholdt han sig i Italien, og efter julirevolutionen fik Guizot ham ansat som professor i fremmed litteratur ved Sorbonne. 
1836 indvalgtes han i Académie des inscriptions et belles-lettres, og han blev en meget benyttet og skattet medarbejder ved Histoire littéraire de la France. Den beskedne og alt for selvkritiske mand har ikke produceret så meget, som man kunde vente af hans overordentlig omfattende studier, der ikke blot strakte sig over de fleste gamle og nye europæiske sprog og litteraturer men også nogle af Asiens. Ofte nøjedes han med at fremsætte sine nye synsmåder og resultaterne af sin rige viden i form af noter, fortaler og indledninger. Men de skrifter han har udgivet, eller som udkom efter hans død, fortjener alle den største opmærksomhed. 
Det var Chants populaires de la Grèce moderne (2 bind, 1824-28, midt i filhellenertiden), Histoire de la poésie provençale (3 bind, 1846; hans forelæsninger ved Sorbonne 1831-32), Dante et les origines de la langue et de la littérature italiennes (2 bind, 1854; forelæsningerne 1833-34), Histoire de la Gaule méridionale sous la domination des conquérants germains (4 bind, 1836; Fauriel vilde også have skildret Sydfrankrigs historie under romerne og i middelalderen til Ludvig den Hellige, men nåede det ikke), udgaven af det gamle provençalske digt om Albigenserkrigen (i Collection de documents inédits sur l’histoire de France, 1837), og afhandling om Lope de Vegas Dorotea i Revue des deux mondes, 1839. Til hans venner hørte Alessandro Manzoni, der har tilegnet ham tragedien Il conte di Carmagnola, madame de Staël, A.W. Schlegel og Jens Baggesen, hvis Parthenais han oversat 1810. Fauriels efterladte papirer indlemmedes 1883 i Nationalbiblioteket i Paris.